# Mundgefühl
Das Mundgefühl (englisch Mouthfeel) beschreibt die physikalischen und chemischen Interaktionen einer Substanz oder eines Substanzgemisches im Mund. Es ist ein Konstrukt, das in vielen Gebieten der geschmacklichen Testung und Bewertung wie der Weinprobe Verwendung findet.
Mithilfe einer Nahrungsprobe untersucht man die Eindrücke vom ersten Gaumenkontakt über das Zerkauen bis zum Schlucken und zum Nachgeschmack. Das Mundgefühl ist häufig mit der Wasseraktivität der Probe korreliert: Harte und knusprige Produkte haben eine geringere Wasseraktivität, weiche hingegen eine mittlere.
Das Mundgefühl wird als Teil des Geschmackssinns beschrieben.

## Ausprägungen von Mundgefühl
Häufig benutzte Ausprägungen des Mundgefühls in Bezug auf die Konsistenz von Nahrung sind:
- Auskleidung des Mundes (Mouthcoating): Art und Ausmaß der Beschichtung von Zähnen und Schleimhaut des Mundraumes. Von Interesse ist meist die Auskleidung nach dem Zerkauen der Probe, also direkt vor dem Schlucken, bei flüssigen und insbesondere öligen Proben kann auch die Auskleidung nach Aufnahme von Interesse sein.
- Dichte (Denseness): Dichte der Schnittfläche im Sinne einer Dichte der Packung, nachdem eine Probe mit den Backenzähnen vollständig durchtrennt wurde.
- Elastizität (Bounce, Springiness): Fähigkeit der Probe, nach der Krafteinwirkung in ihre ursprüngliche Form zurückzukehren.
- Feuchtigkeit (Wetness): Menge der an der Oberfläche der Probe wahrgenommenen Flüssigkeit.
- Feuchtigkeitsfreisetzung (Moisture release): Menge der von der Probe freigesetzten Feuchtigkeit/Flüssigkeit.
- Feuchtigkeitsabsorption (Moisture absorption): Menge des durch die Probe aufgenommenen Speichels.
- Gleichmäßigkeit (Uniformity): Einheitlichkeit einer Probe in Geschmack, Textur, Farbe etc.
- Gleichmäßigkeit des Bisses (Uniformity of bite): Maß für die Konstanz der zum Abbeißen von der Probe aufzuwendenden Kraft.
- Gleichmäßigkeit des Kauens (Uniformity of chew): Grad, zu dem die Charakteristika des Kauens (aufzuwendende Kraft, Klebrigkeit der Probe etc.) während des Kauvorganges gleich bleiben.
- Granularität (Granularity, Coarseness): Grad der während des Kauvorganges gefühlten Körnigkeit (s. u.).
- Härte (Hardness): Maß für die Kraft, die benötigt wird, um die Probe um eine definierte Strecke zu deformieren. Hierunter fallen u. a. die an gegenüberliegenden Backenzähnen aufzuwendende Kraft zum Schließen der Kiefer, wenn zwischen den entsprechenden Zahnreihen die Probe liegt. Aber auch die Kraft an den Schneidezähnen, die nötig ist, ein Stück aus der Probe zu entfernen oder um die Probe zwischen Zunge und Gaumen zu zerdrücken.
- Haftung (Adhesiveness): Die Kraft, die benötigt wird, um das zu testende Material von einer Oberfläche (Lippen, Zähne, Gaumen etc.) zu entfernen.
- Kaubarkeit (Chewiness): Anzahl der Kaubewegungen, die erforderlich sind, um eine Probe schluckbar zu machen. Häufig wird neben der Anzahl auch die Frequenz der Kaubewegungen gemessen.
- Klebrigkeit (Gumminess): Die Energie, die benötigt wird, um die Probe schluckbar zu machen.
- Körnigkeit (Graininess): Grad, zu dem eine Probe kleine Partikel wie Getreideschrot, Kokosflocken, gefriergetrocknete Früchte etc. enthält. Eine direkte Essbarkeit der Probe muss nicht gegeben sein (z. B. Tee).
- Kohäsion (Cohesiveness): Grad, bis zu dem sich eine Probe beim Kauen mit den Backenzähnen verformt, bevor sie zerreißt.
- Rauheit (Roughness): Grad des gefühlten Abriebes, den die Probe auf der Zunge hinterlässt.
- Rutschigkeit (Slipperiness): Ausmaß, in dem die Probe über die Zunge gleitet.
- Schwere (Heaviness): Beim ersten Kontakt auf der Zunge gefühltes Gewicht der Probe.
- Trockenheit (Dryness): Grad, der angibt, wie trocken sich die Probe im Mund anfühlt. Dies hat nicht unbedingt etwas mit dem Flüssigkeitsgehalt der Probe zu tun, z. B. trockener Wein, trockener Martini.
- Viskosität (Viscosity): Die benötigte Kraft, um eine Flüssigkeit mit der Zunge von einem Löffel aufzunehmen.
- Weichheit (Smoothness): Abwesenheit von spürbarer Granularität, also Homogenität, der Probe.
- Zerkleinerbarkeit (Fracturability): Die Kraft, die benötigt wird, damit die Probe zerbricht, zerkrümelt oder zerspringt. Dies schließt Knusprigkeit (z. B. Chips) und Knackigkeit (z. B. Apfel) ein.